# Almacenes Tía
Tiendas Industriales Asociadas (TÍA S. A.) es una empresa multinacional sudamericana de distribución. Aunque se fundó en Bogotá (Colombia), sus sedes administrativas se encuentran actualmente en Ecuador y Uruguay, donde opera mediante varias marcas y una plataforma de más de 450 puntos de venta, entre los que se encuentran supermercados, hipermercados, centros comerciales, tiendas de descuento, tiendas especializadas y tiendas en línea.

## Historia de la compañía
Tía S. A. encuentra sus raíces en la cadena de supermercados checoslovaca Te-Ta (Teweles-Taussig), fundada por Bedřich Deutsch y Kerel Steuer en Praga, Checoslovaquia, en la década de 1920. Luego de expandir la cadena a Yugoslavia y Rumania, los fundadores, forzados por la Segunda Guerra Mundial, emigraron a tierras americanas dejando todo, estableciéndose en Bogotá, Colombia, e iniciando operaciones allí en 1940 bajo la marca Tía. Luego expandieron la cadena a Argentina, Ecuador, Perú y Uruguay bajo la marca Tía y otras marcas.
La ola migratoria europea en los años 1930 llevó a Colombia miembros de las familias Steuer y Deutsch, quienes se lanzaron a la aventura de crear un almacén en el que el cliente encontrara todo lo que requiriera sin necesidad de ir a otras tiendas.
La idea de crear un almacén similar a los que existían en Europa Central se protocolizó el 14 de octubre de 1940, con la apertura del primer Almacén TÍA Limitada en el continente americano, en la carrera Séptima, entre las calles 17 y 18, en pleno centro del corazón de Bogotá.
El bogotano de entonces ya no tenía necesidad de efectuar sus compras en cinco o seis tiendas diferentes, ni de regatear precios y pedir rebajas; en TÍA lo encontraba todo bajo un mismo techo y a precios fijos; además, los más bajos de la ciudad. 
Para aquella época existían tiendas especializadas en artículos, pero no existía el concepto de supermercado, el cual fue introducido al país por Almacenes TÍA.
En la historia de esta empresa, las industrias nacionales de países suramericanos como Colombia, Argentina, Uruguay y Ecuador han sido un soporte para el desarrollo de esta organización empresarial, la cual permitió que surgieran pequeñas empresas caseras que, con el paso del tiempo, se convirtieron en importantes exponentes de la manufactura suramericana. TÍA fue uno de los primeros almacenes en ingresar al mercado de las marcas propias. Este almacén fue pionero en muchos aspectos, los cuales han servido de base para que las cadenas nacionales e internacionales modernizaran sus modelos comerciales.
En la actualidad, TÍA S. A. está presente en Ecuador y Uruguay, donde sus divisiones respectivas se convirtieron en las cadenas más importantes de esos dos países. 
La división argentina se vendió a la cadena francesa de supermercados Carrefour en 1999, y las divisiones de Perú y Colombia también se vendieron después de evoluciones infructuosas en sus países respectivos.
Los principales accionistas de TÍA S. A. son el empresario y político colombiano nacionalizado argentino Francisco de Narváez, su hermano Carlos de Narváez, Gustavo Andrés Deutsch †, e inversionistas institucionales.

## Formatos y marcas
Tiendas Industriales Asociadas (TÍA S. A.) se divide en las siguientes formas y marcas de supermercados:
- TÍA: Los formatos de supermercados TÍA se encuentran en ciudades con poblaciones de más de 25.000 habitantes.

- Super TÍA: Los formatos de supermercados Super TÍA se encuentran en ciudades con 125.000 habitantes o más.

- Plaza TÍA. Es un formato de centro comercial desarrollado en áreas de terreno entre 5.000 y 10.000 m² con un Almacén TÍA como tienda ancla, el cual ocupa un área entre 1.200 y 1.500 m². Las áreas restantes se distribuyen en locales de 40 a 60 m², manteniendo variedad de participantes con diferentes actividades comerciales o servicios, esto con la finalidad de que se genere complementariedad en los productos y servicios ofrecidos.

- TÍA Express. Es un formato desarrollado para una atención rápida, creando este modelo a partir de marzo de 2010 en Ecuador.

- MULTIAHORRO. Es un formato de negocio barrial con un desarrollo en marcas propias.

- MAGDA Supermercados. Es una cadena de supermercados en Ecuador que fue adquirida en el 2011 por TÍA S. A. con la finalidad que se genere complementariedad con los productos ofrecidos por los formatos TÍA.

- TA-TA. En Uruguay, la división de TÍA S. A. se llama Ta-Ta. Ta-Ta S. A. es la cadena de supermercados más importante del Uruguay con más del 30% del mercado, y con hipermercados ubicados en los diecinueve departamentos del país.

- Multi Ahorro. Multi Ahorro es una cadena de supermercados Uruguaya que fue adquirida por Ta-Ta S. A. en el 2013 con presencia nacional a través de cuatro formatos: Multi Ahorro Supermercado, Multi Ahorro Express, Multi Ahorro Hogar para electrodomésticos, y el almacén en línea Multiahorro.com.uy. Está integrada por aproximadamente 3000 personas que trabajan con vinculación directa y otras miles que lo hacen de manera indirecta integrados como colaboradores externos.[3]

- TÍA.com.ec. Es un hipermercado en línea que permite comprar en Ecuador, via internet desde una computadora o un teléfono, todos los productos vendidos por TÍA S. A.

- TIA Go! Antes conocido como Más Ahorro, es una tienda que cuenta con productos seleccionados que se podría decir son los más esenciales para los clientes, estas tiendas están ubicadas en los Barrios-Ciudadelas de Guayaquil

- Multiahorro.com.uy. Es un almacén en línea que permite comprar en Uruguay, via internet desde una computadora o un teléfono, todos los productos vendidos por los almacenes Multi Ahorro, con un servicio de entrega a domicilio.

## Apertura de tiendas
- Ecuador: El primer Almacén Tía abrió sus puertas en Ecuador en 1960 en la ciudad de Guayaquil, en las calles Chimborazo y Luque.[1] Hasta diciembre de 2016 contaba con 181 locales.[1] Los almacenes de tipo supermercado (Tía), hipermercado (Super Tía), centro comercial (Plaza Tía), almacenes Multiahorros y Magda Supermercados, Más Ahorro y Express Tía están presentes en 57 ciudades ecuatorianas.[4] Actualmente la sede de la compañía se encuentra en la ciudad de Guayaquil.

- Colombia: La primera tienda por departamento abrió el 14 de octubre de 1940 en la carrera Séptima, entre las calles 17 y 18, en pleno centro del corazón Bogotá, de paso modernizando el modelo de venta al consumidor final en Colombia. TÍA Colombia contó con 19 supermercados en Bogotá, Girardot, Bucaramanga, Barranquilla, Cúcuta, Sogamoso, Ibagué, Facatativá y Tunja. Debido a problemas financieros, TÍA Colombia cerró todas sus tiendas en el año 2017.

- Argentina: La primera tienda abrió en la Ciudad Autónoma de Buenos Aires en 1946. El concepto comercial fue innovador, consistía en colocar góndolas redondas, como islas, para diferentes departamentos.

- Uruguay: La filial Uruguaya de TÍA S. A., Ta-Ta S. A., abrió la primera tienda por departamento el 13 de junio de 1956. Ese día en la esquina de 18 de Julio y Carlos Roxlo, se inauguraba la primera Tienda por Departamentos que transformaría para siempre el esquema de comercialización de productos masivos en Uruguay.

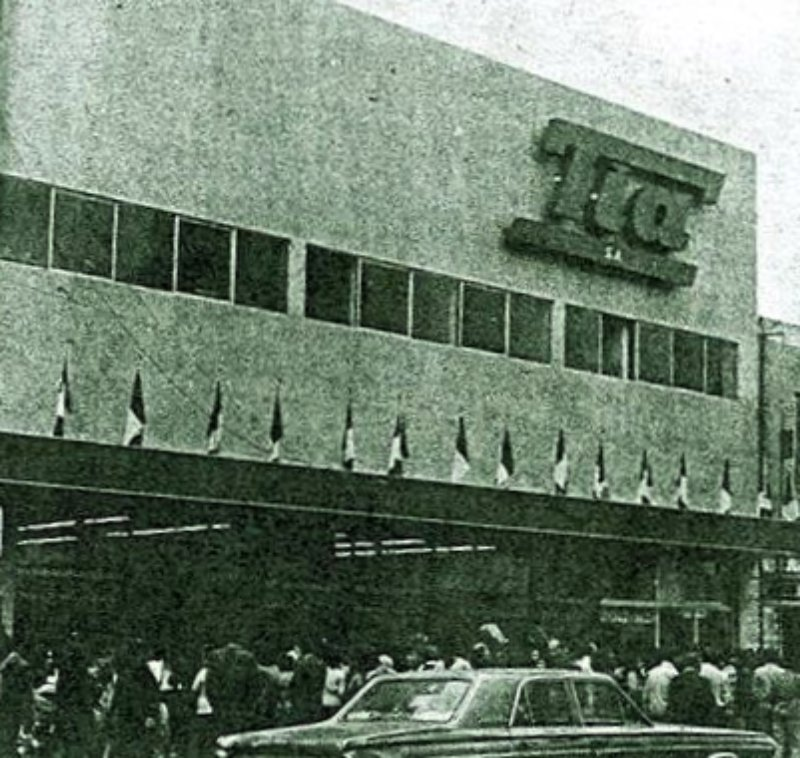
Tienda Tía de la calle Schell en Miraflores, Lima, en la década de los 70s.

- Perú: Tiendas TÍA empezó en 1958 con la inauguración de su tienda en la calle Schell en Miraflores, en la provincia de Lima, luego se amplió sucursales en otros distritos limeños. Tía decidió expandirse en Perú, pero finalmente tuvo que vender todo y salir del país, azotada por la crisis de fines de los 80 que causó estragos económicos en todos los sectores productivos.[5]

## Venta de la filial Argentina de Tía
En 1999, Exxel, un fondo de adquisición conformado por inversionistas estadounidenses, y Promodés, la segunda mayor cadena minorista de Francia en esa época (antes de fusionar con Carrefour), compró por 630 millones de dólares la división argentina de Tía S. A. conformada por 61 locales a través de la cadena de supermercados Norte. El grupo gastó otros 600 millones de dólares en tres años para agregar tiendas, abandonando la marca Casa Tía en favor de Norte primero y finalmente Carrefour.
Sin embargo, Carlos de Narvaez y su hermano Francisco de Narváez, nietos de uno de los fundadores, querían reabrir la filial Argentina de TÍA S. A. A mediados de 2009, TÍA S. A. compró a Carrefour la marca TíA en Argentina, y promete reimplantar TíA Argentina, empezando en Buenos Aires. El 6 de noviembre del 2020, Francisco de Narváez adquirió la filial argentina de Walmart a través del Grupo de Narváez. Quedando afuera el nombre Walmart en la venta, los hipermercados no pasaron finalmente a llamarse TÍA sino Hiper ChangoMÁS, dando así continuidad a la marca utilizada hasta el momento sólo para los supermercados de cercanía.

## Liquidación de TÍA en Colombia
El 23 de noviembre del 2017 los Almacenes TÍA en Colombia cerraron sus puertas entrando en un proceso (voluntario) de liquidación que daría fin a la cadena de almacenes en Colombia. La falta de rentabilidad, traducida por saldos contables negativos sumando al 2016 pérdidas de 97.394 millones de pesos (unos 34 millones de dólares aproximadamente), debida a un bajo nivel de ventas y la fuerte competencia de las múltiples empresas de venta al detalle del sector, han conducido a los gerentes de TÍA S. A. a tomar la decisión de cerrar TÍA Colombia. TÍA en Colombia tenía presencia en 10 ciudades con 19 tiendas empleando a 550 personas.